# Paradosso di Braess
Il paradosso di Braess (dal nome del matematico tedesco Dietrich Braess, nato nel 1938, che pubblicò lo studio nel 1968) dimostra che l'apertura di una nuova strada in una rete stradale non implica obbligatoriamente un miglioramento del traffico, e che in determinate circostanze può provocare anzi un aumento del tempo medio di percorrenza. In realtà è stato ampiamente dimostrato che, con un’accurata pianificazione viabilistica, è possibile ovviare al paradosso di Braess costruendo nuove strade con diversa classificazione gerarchica, fra strade di quartiere, strade urbane, strade a scorrimento veloce, strade extraurbane ed autostrade.
Il testo del paradosso è:
Furthermore, it is indicated by an example that an extension of the road network may cause a redistribution of the traffic that results in longer individual running times.»
Inoltre, è dimostrabile con un esempio che un'estensione della rete stradale può causare una ridistribuzione del traffico che si traduce in singoli tempi di esecuzione più lunghi»
(Paradosso di Braess)
In determinate circostanze, infatti, un aumento della capacità di trasporto di una rete stradale può determinare un peggioramento della congestione stradale quando gli utenti stabiliscono autonomamente ed egoisticamente il proprio percorso, riducendo quindi la velocità media complessiva.

Un esempio del paradosso di Braess

Questa teoria non è un vero e proprio paradosso, quanto piuttosto un fenomeno controintuitivo: sarebbe infatti normale che, costruendo una nuova strada, il traffico dovrebbe necessariamente calare, ma nella teoria dei giochi, che studia le situazioni reali cercando di semplificare le variabili, e nei giochi non collaborativi dove ogni singolo partecipante tende a ottenere il massimo guadagno incurante degli altri giocatori, questo non è sempre vero. Infatti, nella situazione ipotizzata da Braess, si implicano singoli tempi di percorrenza più lunghi, proprio perché ogni partecipante tenta di arrivare il prima possibile.
Come spiegato da John Nash, infatti, parlando in generale, un comportamento egoistico di agenti che popolano un sistema non cooperativo può risultare in un equilibrio, o stato stabile, il cui valore sociale può essere lontano dall'ottimo sociale.